# Somebody to Love (пісня Queen)
«Somebody to Love» (укр. «Когось любити») — пісня британського рок-гурту «Queen» з альбому «A Day at the Races» 1976 року. Вона також була представлена альбомі-збірці гурту «Greatest Hits» 1981 року. Пісню написав фронтмен гурту Фредді Мерк'юрі.
Пісня має схожість с більш раннім хітом «Queen» — «Bohemian Rhapsody» з його складними гармоніями і гітарними соло, однак замість того, щоб у пісні наслідувати стилю англійському хору, гурт звернувся до госпельного хору. Пісня досягла 2 позиції у Великій Британії і 13 позиції у «Billboard Hot 100» в США. Пісня продемонструвала, що «„Queen“ здатен гойдати так само сильно, як і хитати, пропускаючи назовні дух госпел-музики».
Написана Мерк'юрі на фортепіано «Somebody to Love», тематика пісні є предметом пошуку душі, який ставить під сумнів роль Бога в житті без любові. Завдяки методу нашарування голосу, «Queen» змогли створити емоційне звучання 100-голосого хору з трьох голосів Мерк'юрі, Браяна Мея і Роджера Тейлора. Джон Дікон не виконував бек-вокал в альбомному записі. Захоплення Мерк'юрі Аретою Франклін дуже вплинули на створення цієї пісні.
«Queen» виконували «Somebody to Love» на концертах протягом 1977-85 років, живе виконання пісні було записано на альбом «Queen Rock Montreal». На додаток до живих виступів, після смерті Мерк'юрі у 1991 році, «Somebody to Love» виконували у колаборації з іншими виконавцями. Гурт виконав пісню 20 квітня 1992 року на концерті пам'яті Фредді Мерк'юрі з Джорджем Майклом на головному вокалі.
З моменту випуску у 1976 році ця пісня з'являлася на багатьох теле-шоу, таких як «American Idol», «The X Factor» та «Хор», а також у фільмах, включаючи «Роби ноги» та «Зачарована Елла». Крім того, кавер-версії на неї виконували багато виконавців.

## Створення
Як і «Bohemian Rhapsody», головний хіт з попереднього альбому «Queen» «A Night at the Opera» (1975), «Somebody to Love» має складну мелодію і глибоко-нашарованну вокальну доріжку, на цей раз засновану на госпельному хорі. Це був перший сингл альбому «A Day at the Races», у якому Фредді Мерк'юрі, Браян Мей і Роджер Тейлор багаторазово накладали свої голоси, щоб створити враження 100-голосого госпельного хору. Лірика, особливо в поєднанні з впливом госпелу, створює пісню про віру, розпач і пошук душі; співак задає питання як про відсутність любові, пережиту в його житті, так і про роль та існування Бога. Це посилюється частим використанням «словесного малювання». Залишаючись вірною гітарному стилю «Queen», пісня також була наповнена складними гармоніями і примітним гітарним соло Мея, вона посіла 2 позицію у «UK Singles Chart» і 13 позицію у «Billboard Hot 100» в США. Пісня написана у ключі Ля-бемоль мажорі. Вона містить широке різноманіття нот, варіюючи від Фа великої октави у гармоніях рядку "Чи може мене хто-небудь знайти?" (англ. "Can anybody find me?") і від Соль-дієз великої октави та До другої октави при найвищому вокалі, до Ля-бемоль другої октави при фальцеті провідного вокалу, які всі виконані Мерк'юрі. Гурт розповідав про розділи пісні, які були записані, але так і не потрапили до фінального міксу пісні, деякі з них потрапили в інтернет.
«„Somebody To Love“ створена під впливом Арети Франклін. Фредді взяв багато від неї. Ми намагалися витримати цей трек в розкутому настрої в стилі госпелу. Гадаю, що це найрозкутіший трек, який ми будь-коли робили» — Роджер Тейлор
Було зроблено рекламне музичне відео, в якому гурт поєднав записи студійного виконання у студії «Sarm East» (де був записаний альбом «A Day at the Races») та записи знаменитого концерту на сцені в Гайд-парку у вересні того ж року. Пітер Хінс, голова дорожньої команди «Queen», нагадав журналу «Mojo»: «Естетично, ми повинні були мати всіх чотирьох навколо мікрофону, але Джон (Дікон) не співав у записі. За його власним визнанням у нього не було голосу, він співав на сцені, але команда завжди знала, що фейдер дуже низький». Пісня ввійшла до першої збірки гурту «Greatest Hits», що вийшла 1981 року.

## Живе виконання
«Somebody to Love» також одна з небагатьох пісень, де Джон Дікон виконував бек-вокал, під час концертів. Його голос чітко чути на бутлегах з виступу гурту на майданчику «Ерлс Корт» в червні 1977 року і у «Лейквуд-Черч-сентрал-кампус» в грудні 1977 року. Протягом 1977-78 років пісню виконували на кожному концерті. Під час «Jazz Tour» пісню також постійно виконували. Під час «The Game Tour» пісню виконували тільки на початку туру. Її також виконували у Південній Америці, у Мілтон-Кінз і в Монреалі. Пізніше, під час «The Works Tour» скорочену версію пісні зіграли як попурі, перед «Killer Queen». Версію пісні з туру 1984-85 років записали і зняли для концертного фільму «We Are the Champions: Final Live in Japan» (1985).
Під час концертів Мерк'юрі часто змінював мелодії пісні, але в цілому дотримувався Ля-бемоль першої октави протягом всієї пісні. Пікова частина Ля-бемоль першої октави при словах "Чи може мене хто-небудь знайти?", яка присутня і в студійному записі, первинно не була частиною мелодії Мерк'юрі, проте інші учасники гурту вважали, що такий варіант буде працювати краще. При живому виконані в цих рядках Мерк'юрі використовує свій власний оригінальний вокальний прийом.
Навіть після смерті Мерк'юрі у 1991 році, «Somebody to Love» виконували на концертах решта членів гурту, Мей і Тейлор, та низка різних інших виконавців. На концерті пам'яті Фредді Мерк'юрі, який проводився на стадіоні «Вемблі», пісню виконав Джордж Майкл. Виступ Майкла «Somebody to Love» було сприйнято як «один з найкращих виступів концерту пам'яті». Пісню пізніше перевидали у 1993 році як головний трек міні-альбому Майкла під назвою «Five Live», який посів 1 позицію у Великій Британії. Ця версія також була доступна у збірці «Greatest Hits III», що вийшла 1999 року.
Вона входила до списку пісень протягом виступів проєкту «Queen + Адам Ламберт» у 2012, 2014-2015 і 2016 роках за участю Адама Ламберта і на фестивалі «iHeartRadio» 2013 року, де її виконували у вигляді «Queen + Fun».

## Музиканти
- Фредді Мерк'юрі — головний вокал, бек-вокал, піаніно;
- Браян Мей — електрогітара, бек-вокал;
- Роджер Тейлор — ударні, бек-вокал;
- Джон Дікон — бас-гітара.

## Кавер-версії
- Міа Мартіні записала італійську версію пісні під назвою «Un uomo per me» у 1977 році
- Енн Гетевей виконала цю пісню в ролі Елли у фільмі «Зачарована Елла».[22]
- Бріттані Мерфі виконала цю пісню у фільмі «Роби ноги» у ролі імператорського-пінгвіна Глорії.[23]
- У фільмі «Остання пізня ніч» персонаж Стівена Вебера співає пісню під час мрійливої сцени з наркотиками.
- У 2008 році фінський гурт «Rajaton» зробила версію з Симфонічним оркестром Лахті у своєму альбомі «Rajaton Sings Queen with Lahti Symphony Orchestra».
- У 2009 році, в першому сезоні телесеріалу «Хор», шоу-хор виконав пісню.[24]
- У 2010 році гурт з 60 студентів з Єврейського університету виконав версію пісні «Lip Dub», яка отримала визнання критиків, у тому числі відгук Браяна Мея, який написав: «У мене… в горлі був великий клубок. Це дуже здорово, з великим серцем і радістю, і я впевнений, що Фредді [Мерк'юрі] сподобається».[25][26]
- У 2011 році англійський музикант Френк Тернер записав версію пісні на Б-стороні свого синглу «I Still Believe».
- Пісня була коротко представлена у фільмі «Посіпаки» 2015 року, в сцені, де посіпаки відчайдушно співали приспів пісні, після створення всієї імперії.

## Інше використання
Пісня була доступна для завантаження 7 грудня 2010 року для використання в музичній відеогрі «Rock Band 3» як в BASIC-ритмі, так і в режимі PRO, який дозволяє використовувати справжню гітару/бас-гітару і MIDI-сумісні електронні набори ударних інструментів/клавішних до вокалу.
Пісню використали в рекламі австралійського реаліті-шоу «The Bachelorette», в сезоні 2017 року.

## Чарти
| Чарт (1976)                               | Позиція |
| ----------------------------------------- | ------- |
| Австралія (Kent Music Report)             | 15      |
| Бельгія (Ultratop Flanders)               | 2       |
| Канада (Canadian Hot 100)                 | 5       |
| Данія (Tracklisten)                       | 19      |
| Німеччина (Official German Charts)        | 21      |
| Ірландія (IRMA)                           | 6       |
| Нідерланди (Mega Single Top 100)          | 1       |
| Велика Британія (Official Charts Company) | 2       |
| США (Billboard Hot 100)                   | 13      |
| США (Billboard)                           | 42      |
| США (Cash Box Top 100)                    | 9       |

| Чарт (2018)                         | Позиція |
| ----------------------------------- | ------- |
| Австралія (ARIA)                    | 47      |
| Канада (Hot Canadian Digital Songs) | 20      |
| Угорщина (Single Top 40)            | 25      |
| Італія (FIMI)                       | 83      |
| Японія (Japan Hot 100)              | 63      |
| США (Hot Rock Songs) (Billboard)    | 5       |

| Чарт (1976)     | Позиція |
| --------------- | ------- |
| Велика Британія | 31      |

| Чарт (1977)             | Позиція |
| ----------------------- | ------- |
| Австралія               | 100     |
| Канада                  | 63      |
| США (Billboard Hot 100) | 88      |

## Сертифікації
| Країна                                                           | Сертифікація | Продано     |
| ---------------------------------------------------------------- | ------------ | ----------- |
| Італія (FIMI)                                                    | Золото       | 50 000**    |
| Велика Британія (BPI)                                            | Срібло       | 250 000**   |
| США (RIAA)                                                       | 2×Платина    | 2 000 000** |
| **продажі + потокове цифрове завантаження на основі сертифікації |              |             |